# Rein Westra
Reinaud (Rein) Westra (Amsterdam, 28 maart 1915 - 2002) was een Nederlandse botanisch kunstschilder uit Hilversum. Voor zijn verdienste voor de veldbiologie ontving hij in 1998 samen met het Voerman Museum Hattem uit Hattem de Heimans en Thijsse Prijs.
Na het doorlopen van de HBS in Amsterdam bezocht hij van 1933 tot 1937 de Rijksschool voor Kunstnijverheid Amsterdam. Na het afronden van de opleiding voor reclameontwerper begon hij een eigen reclamebureau. Zo maakte hij menukaarten voor de Holland-Amerika Lijn.
Op latere leeftijd wijdde hij zich aan het schilderen. Zijn driedelige serie met de titel Wilde Planten van Victor Westhoff bevatte zeer gedetailleerde afbeeldingen van de Nederlandse plantenschat. In de vijfdelige Ontdek-serie legde Westra de flora van de Veluwe, Noordwest-Overijssel, de Duinen, het Mergelland en de Achterhoek vast. 

## Oecologische Flora
In 1985 begon hij aan een Flora. Hiervoor aquarelleerde hij zo'n 1400 planten. De afbeeldingen maakte hij altijd van verse planten, nooit vanaf foto's. Zijn zoon Chiel fotografeerde de te tekenen planten in hun natuurlijke omgeving. Naast de Nederlandse vegetatietypen worden hierin ook de relaties van planten met bestuivende insecten, parasieten, paddenstoelen, vogels en zoogdieren behandeld. De insecten en paddenstoelen werden getekend door zijn andere zoon, Taco. Westra zou in totaal tien jaar aan de boekenserie werken. In 1995 was Nederlandse Oecologische Flora voltooid. Voor de deskundige en informatieve tekst zorgde de bioloog Eddy Weeda. De Oecologische Flora werd uitgegeven te Amsterdam door het Instituut voor Natuurbeschermingseducatie IVN, de omroepvereniging VARA, en de Vereniging van Waterwinbedrijven in Nederland VEWIN. Bij het verschijning van de flora werd een expositie gehouden in het Fries Natuurmuseum in Leeuwarden.